# Matthew Garber
Matthew Adam Garber, född 25 mars 1956 i Stepney i Tower Hamlets, London, död 13 juni 1977 i Hampstead, London, var en brittisk skådespelare vars mest kända roll är Michael Banks i filmen Mary Poppins från 1964. Han medverkade bara i två ytterligare filmer: Thomasinas äventyr och Röda skogens hemlighet. I samtliga filmer medverkade även skådespelerskan Karen Dotrice och alla rollerna var i filmer av Walt Disney Pictures.
Matthew Garber avled av pankreatit, 21 år gammal.

## Filmografi
| År   | Titel                  | Roll            |
| ---- | ---------------------- | --------------- |
| 1963 | Thomasinas äventyr     | Geordie McNab   |
| 1964 | Mary Poppins           | Michael Banks   |
| 1967 | Röda skogens hemlighet | Rodney Winthrop |